# Incilius signifer
Espèce
Synonymes
- Bufo signifer Mendelson, Williams, Sheil, & Mulcahy, 2005

Statut de conservation UICN

 LC : Préoccupation mineure
Incilius signifer est une espèce d'amphibiens de la famille des Bufonidae.

## Répartition

Distribution

Cette espèce est endémique de la côte Pacifique du Panama. Elle se rencontre de la province de Chiriquí à celle de Coclé.

## Description
Les mâles mesurent jusqu'à 64 mm et les femelles jusqu'à 77 mm.

## Publication originale
- Mendelson, Williams, Sheil & Mulcahy, 2005 : Systematics of the Bufo coccifer complex (Anura: Bufonidae) of Mesoamerica. Scientific Papers, University of Kansas Natural History Museum, vol. 38, p. 1–27 (texte intégral).